# Paldal-gu
Paldal-gu  är ett av de fyra stadsdistrikten (gu) i staden Suwon i provinsen Gyeonggi i den nordvästra delen av Sydkorea, 28 km söder om huvudstaden Seoul. Vid utgången av 2020 hade distriktet 187 739 invånare.

## Administrativ indelning
Distriktet är indelat i tio administrativa stadsdelar: 
Godeung-dong,
Haenggung-dong,
Hwaseo 1-dong,
Hwaseo 2-dong,
Ingye-dong,
Ji-dong,
Maegyo-dong,
Maesan-dong,
Uman 1-dong och
Uman 2-dong.